# Mijaíl Mijailovich Pleshkov
Mijaíl Mijáilovich Pleshkov (en ruso: Михаил Михайлович Плешков; 13 de noviembre de 1856 - 21 de mayo de 1927) fue un comandante de división y cuerpo del Ejército Imperial Ruso que alcanzó el rango de general de caballería. Tras la Revolución de Octubre, luchó por el Movimiento Blanco contra los bolcheviques en la guerra civil rusa, y tras la victoria bolchevique emigró a la República de China. Su hijo, Mijaíl Pleshkov, también sirvió como general en el Ejército Blanco en el Extremo Oriente ruso.

## Biografía

### Primeros años
Como cosaco siberiano, Pleshkov descendía de la nobleza de la Gobernación de Maguilov. Nació en la población de Nikoláyev el 13 de noviembre de 1856. Se graduó en al Gymnasium Militar de Vorónezh en 1874, y después asistió a la 1.ª Escuela Pavlovsk y a la Escuela de Caballería Nikoláyev. Tras su graduación en esta última en 1876, inició su carrera en el Ejército Imperial Ruso.

### Carrera militar temprana
Pleshkov se graduó en la Academia Militar Nikolaev en 1884.
El 6 de marzo de 1894, Pleshkov fue nombrado jefe de Estado Mayor de la 1.ª División de Cosacos del Don, el 8 de marzo de 1898 tomó el mando del 29.º Regimiento de Dragones de Odesa, y el 25 de enero de 1902 se convirtió en oficial al mando de la 2.ª Brigada de la 2.ª División de Caballería. El 15 de junio de 1907, tomó el mando de la 7.ª División de Caballería. El 11 de mayo de 1912, se convirtió en comandante del 1.º Cuerpo de Ejército Siberiano, que consistía en la 1.ª División de Rifles Siberiana y la 2.ª División de Rifles Siberiana.

### I Guerra Mundial
Pleshkov todavía era el comandante del 1.º Cuerpo de Ejército Siberiano cuando el Imperio ruso entró en la I Guerra Mundial el 1 de agosto de 1914, y pasó casi toda la guerra con este cuerpo, distinguiéndose como buen comandante. Al inicio de la guerra, su cuerpo fue lanzado a la batalla sin artillería, pero salvó a las tropas rusas en Pyasechny. Por las batallas en las cercanías de Riga en 1914 le fue concedida la Espada de San Jorge. Después luchó en Lodz y en Przasnysz.
Cuando el Ejército del Imperio Ruso condujo una retirada estratégica masiva durante la "Gran Retirada" de julio-septiembre de 1915, el 1.º Cuerpo de Rifles Siberiano entró en acción en el Narew en julio de 1915, en la que la 2.ª División y 11.ª División de Rifles Siberiana de Pleshkov resistieron el ataque del 12.º Ejército alemán, numéricamente superior. En marzo de 1916, Pleshkov lideró el grupo del norte del 2.º Ejército ruso durante la fallida Ofensiva rusa del Lago Naroch. El cuerpo de Pleshkov después luchó en la región de los pantanos de Pripyat.

### Revolución y Guerra Civil Rusa

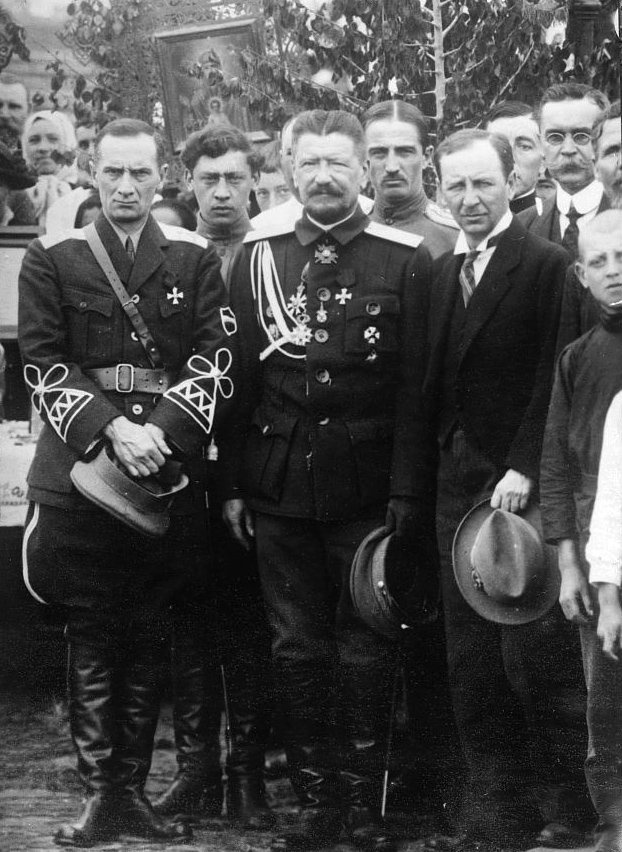
Pleshkov (centro) con el Almirante Alexander Kolchak (izquierda) y el Dr. Pavel Popov (derecha) en 1918.

En la Revolución de Febrero de marzo de 1917, el zar Nicolás II fue derrocado y el Gobierno Provisional Ruso proclamó la nueva República Rusa. Pleshkov se mantuvo en el Ejército ruso post-imperial, pero a mediados de 1917, los propios soldados lo expulsaron del mando del 1.º Cuerpo de Ejército Siberiano. El 3 de julio de 1917, según se alegó, por enfermedad, fue transferido a la reserva con sede el Distrito Militar de Minsk.
Cuando los bolcheviques derribaron el Gobierno Provisional Ruso en la Revolución de Octubre el 7 de noviembre de 1917, estalló la guerra civil rusa. Pleshkov apoyó el antibolchevique Movimiento Blanco y reanudó el servicio activo en el Ejército Blanco. En 1918 se convirtió en jefe de las tropas del Ejército Blanco en el Extremo Oriente ruso y el 23-24 de agosto de 1918 lideró a las fuerzas del Ejército Blanco en un intento de golpe en Vladivostok. El 24 de diciembre de 1918 se convirtió en comandante en jefe en la zona de exclusión del Ferrocarril de China Oriental. También tomó parte en batallas con las fuerzas del Ejército Rojo en el frente oriental de la Guerra Civil Rusa. En 1919, se convirtió en presidente del Comité para la Asistencia de Discapacitados Rusos.

## Últimos años
Tras la victoria bolchevique en la Guerra Civil Rusa, Pleshkov emigró a la República de China. Se estableció en Harbin, donde trabajó en la gestión del Ferrocarril de China Oriental y en 1922 se convirtió en miembro de la Sociedad de Oficiales Guardias del Extremo Oriente.
En 1923, Pleshkov formó un destacamento de oficiales del Ejército Blanco para servir en el ejército del señor de la guerra chino, Generalísimo Zhang Zuolin. Unos 300 hombres respondieron inicialmente a su llamada para ser voluntarios. Esta formación sirvió como base para el despliegue en 1924 bajo el liderazgo del señor de la guerra General Zhang Zongchang de la 1.ª Brigada Separada Rusa (Nechaevsky).
Pleshkov murió en Harbin el 21 de mayo de 1927.

## Condecoraciones

### Rusas
- Orden de San Estanislao Tercera Clase (1886)
- Orden de Santa Ana Tercera Clase (1895)
- Orden de San Estanislao Segunda Clase (1900)
- Orden de San Vladimir Tercera Clase (1906)
- Orden de San Estanislao Primera Clase (6 de diciembre de 1910)
- Orden de Santa Ana Primera Clase (6 de diciembre de 1913)
- Espada de San Jorge (26 de noviembre de 1914)
- Orden de San Jorge Cuarta Clase (10 de marzo de 1915)
- Orden del Águila Blanca (9 de abril de 1915)
- Orden de San Alejandro Nevski (15 de marzo de 1916)

### Extranjeras
- Comandante de la Orden de la Corona de Roble (Luxemburgo, 1901)